# Adélaïde d'Anhalt-Bernbourg-Schaumbourg-Hoym
Adélaïde d'Anhalt-Bernbourg-Schaumbourg-Hoym (en allemand : Adelheid von Anhalt-Bernburg-Schaumburg-Hoym), princesse d'Anhalt-Bernbourg-Schaumbourg-Hoym puis, par son mariage, duchesse d'Oldenbourg, est née le 23 février 1800 près de Balduinstein et décédée le 13 septembre 1820 à Oldenbourg. Fille du prince Victor II d'Anhalt-Bernbourg-Schaumbourg-Hoym, elle est la première épouse du grand-duc Auguste Ier d'Oldenbourg. Elle repose au mausolée ducal d'Oldenbourg.

## Famille
La princesse Adélaïde est la deuxième fille du prince Victor II d'Anhalt-Bernbourg-Schaumbourg-Hoym (1767-1812) et de la princesse Amélie de Nassau-Weilbourg (1776-1841).
Le 24 juillet 1817, elle épouse le duc héritier Auguste d'Oldenbourg (1783-1853), fils aîné du duc Pierre Ier d'Oldenbourg (1755-1829). De ce mariage naissent deux filles :
- Amélie d’Oldenbourg (1818-1875), princesse d'Oldenbourg, qui épouse le roi Othon Ier de Grèce (1815-1867) ;
- Frédérique d'Oldenbourg (1820-1891), princesse d'Oldenbourg, qui épouse le baron Maximilien-Emmanuel de Washington (1829-1903), un lointain cousin du président américain George Washington (1732-1799).